# Књига (приповетка)
„Књига” (енгл. The Book) је недовршена приповетка америчког писца Хауарда Филипса Лавкрафта, написана 1933. и објављивана 1938. у часопису Leaves.

## Радња
У причи, необични продавац књига даје древну књигу приповедачу, а када је овај однесе кући и прегледа, почињу чудни и злокобни догађаји.

## Позадина
У октобру 1933. Лавкрафт је у једном писму написао:
Ја сам у некој врсти застоја у писању — згрожен сам већином својих старијих дела и несигуран у погледу путева побољшања. Последњих недеља сам урадио огромну количину експериментисања са различитим стиловима и перспективама, али сам уништио већину резултата.
Енциклопедија Х. Ф. Лавкрафта сугерише да је „Књига” била један од неуништених дела — покушај да се Лавкрафтови сонети Гљиве са Југота преведу у прозу. (Завршени фрагмент приповетке одговара прва три сонета, који чине више кохерентан наратив него остатак сонета.)

## Повезана дела
„Црни том Алосфокуса”, први пут објављен у антологији Нове приче Ктулу митова (1980), покушај је Мартина С. Ворнса да доврши „Књигу”. Ворнс претвара фрагмент у причу о поседнутости Ниарлатотепа.